# Liste der Orte auf Aruba
Die Liste der Orte auf Aruba enthält alle Orte auf Aruba, die von der Regierung von Aruba (Central Bureau of Statistics) nach dem geographischen Klassifizierungssystem, mit Zuordnung nach Region und Stadt- beziehungsweise Ortsteile im Jahre 2012 veröffentlicht wurden.

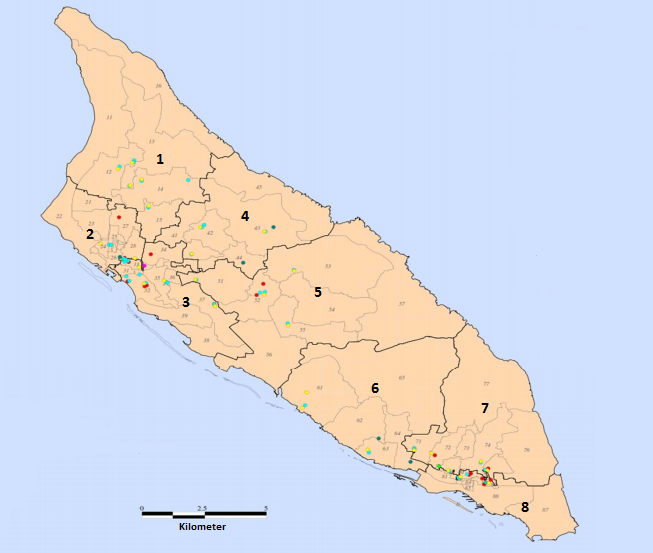

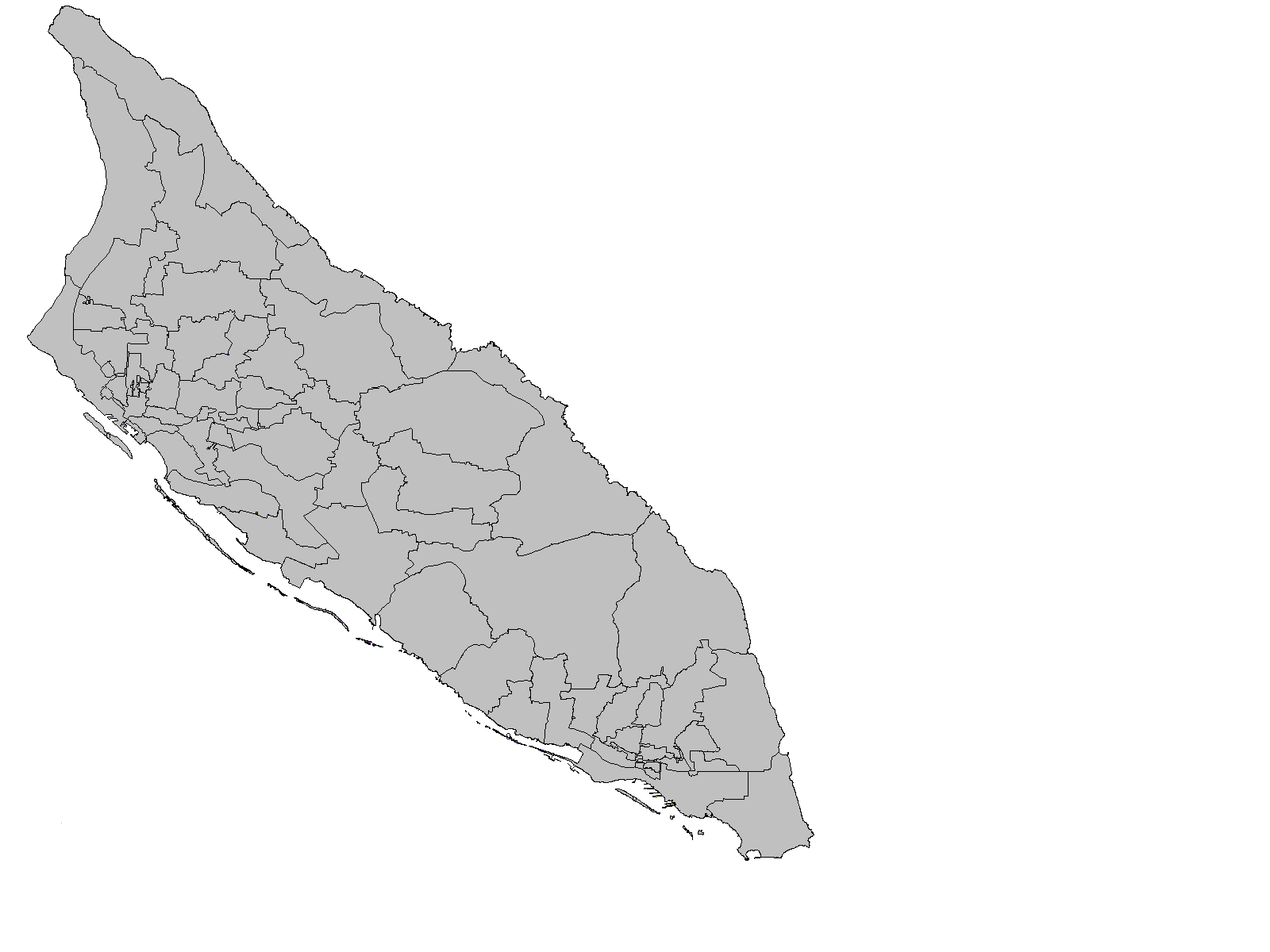

| 1 Noord / Tanki Leendert 2 Oranjestad West 3 Oranjestad Oost 4 Paradera | 5 Santa Cruz 6 Savaneta 7 San Nicolas Noord 8 San Nicolas Zuid |

## Aruba Noord
| Nr.  | Region                 | dazugehörige Orte   |
| ---- | ---------------------- | ------------------- |
| 1    | Noord / Tanki Leendert |                     |
| 1.11 | "                      | Palm Beach / Malmok |
| 1.12 | "                      | Washington          |
| 1.13 | "                      | Alto Vista          |
| 1.14 | "                      | Moko / Tanki Flip   |
| 1.15 | "                      | Tanki Leendert      |
| 1.16 | "                      | Noord               |

## HauptstadtregionOranjestad

### Oranjestad West
| Nr.  | Region          | dazugehörige Orte           |
| ---- | --------------- | --------------------------- |
| 2    | Oranjestad West |                             |
| 2.11 | "               | Pos Abou / Cunucu Abou      |
| 2.12 | "               | Eagle / Paardenbaai         |
| 2.13 | "               | Madiki Kavel                |
| 2.14 | "               | Madiki / Rancho             |
| 2.15 | "               | Paradijswijk / Santa Helena |
| 2.16 | "               | Socotoro / Rancho           |
| 2.17 | "               | Ponton                      |
| 2.18 | "               | Companashi / Solito         |

### Oranjestad Oost
| Nr.  | Region          | dazugehörige Orte      |
| ---- | --------------- | ---------------------- |
| 3    | Oranjestad Oost |                        |
| 3.11 | "               | Nassaustraat           |
| 3.12 | "               | Klip / Mon Plaisir     |
| 3.13 | "               | Sividivi               |
| 3.14 | "               | Sero Blanco / Cumana   |
| 3.15 | "               | Dakota / Potrero       |
| 3.16 | "               | Tarabana               |
| 3.17 | "               | Sabana Blanco / Mahuma |
| 3.18 | "               | Simeon Antonio         |
| 3.19 | "               | Oost (Randgebiete)     |

## Region Paradera
| Nr.  | Region   | dazugehörige Orte      |
| ---- | -------- | ---------------------- |
| 4    | Paradera |                        |
| 4.11 | "        | Shiribana              |
| 4.12 | "        | Paradera (Zentrum)     |
| 4.13 | "        | Ayo                    |
| 4.14 | "        | Piedra Plat            |
| 4.15 | "        | Paradera (Randgebiete) |

## Region Santa Cruz
| Nr.  | Region     | dazugehörige Orte        |
| ---- | ---------- | ------------------------ |
| 5    | Santa Cruz |                          |
| 5.11 | "          | Hooiberg                 |
| 5.12 | "          | Papilon                  |
| 5.13 | "          | Cashero                  |
| 5.14 | "          | Urataca                  |
| 5.15 | "          | Macuarima                |
| 5.16 | "          | Balashi / Barcadera      |
| 5.17 | "          | Santa Cruz (Randgebiete) |

## Region Savaneta
| Nr.  | Region   | dazugehörige Orte      |
| ---- | -------- | ---------------------- |
| 6    | Savaneta |                        |
| 6.11 | "        | Pos Chikito            |
| 6.12 | "        | Jara / Sero Alejandro  |
| 6.13 | "        | De Bruynewijk          |
| 6.14 | "        | Cura Cabai             |
| 6.15 | "        | Savaneta (Randgebiete) |

## RegionSan Nicolas

### San Nicolas Noord
| Nr.  | Region            | dazugehörige Orte               |
| ---- | ----------------- | ------------------------------- |
| 7    | San Nicolas Noord |                                 |
| 7.11 | "                 | Brasil                          |
| 7.12 | "                 | Rooi Congo                      |
| 7.13 | "                 | Watapana Gezaag                 |
| 7.14 | "                 | Standard Ville / Rooi Hundo     |
| 7.15 | "                 | Kustbatterij                    |
| 7.16 | "                 | Juwana Morto                    |
| 7.17 | "                 | San Nicolas Noord (Randgebiete) |

### San Nicolas Zuid
| Nr.  | Region           | dazugehörige Orte              |
| ---- | ---------------- | ------------------------------ |
| 8    | San Nicolas Zuid |                                |
| 8.11 | "                | Zeewijk                        |
| 8.12 | "                | Pastoor Hendriksstraat         |
| 8.13 | "                | van de Veen Zeppenfeldstraat   |
| 8.14 | "                | Village                        |
| 8.15 | "                | Essoville                      |
| 8.16 | "                | Lago / Esso Heights            |
| 8.17 | "                | Sero Colorado                  |
| 8.18 | "                | San Nicolas Zuid (Randgebiete) |

## Sonstige Regionen Aruba
| Nr.  | Region     | dazugehörige Orte                                                                             |
| ---- | ---------- | --------------------------------------------------------------------------------------------- |
| 9    | Buitenland |                                                                                               |
| 9.11 | "          | Buitenland (vorgelagerte Inseln, die zu Aruba gehören) Palm Island / Renaissance Island       |
| 9.12 | "          | unbekannt (unbewohnte Insel) Paardenbaai Island / Isla di Oro / Colorado Point (Punta Basora) |